# De Fortuin (Hattem)
De windkorenmolen De Fortuin staat aan de Molenbelt 7 in de Nederlandse stad Hattem. De stellingmolen is in 1816 gebouwd als vervanging van een eerdere molen die in 1808 was omgewaaid. In 1852 heeft de molen een stenen onderbouw gekregen. De bovenste helft van deze onderbouw is om de achtkantstijlen heen gemetseld.
De Fortuin heeft twee koppels maalstenen.

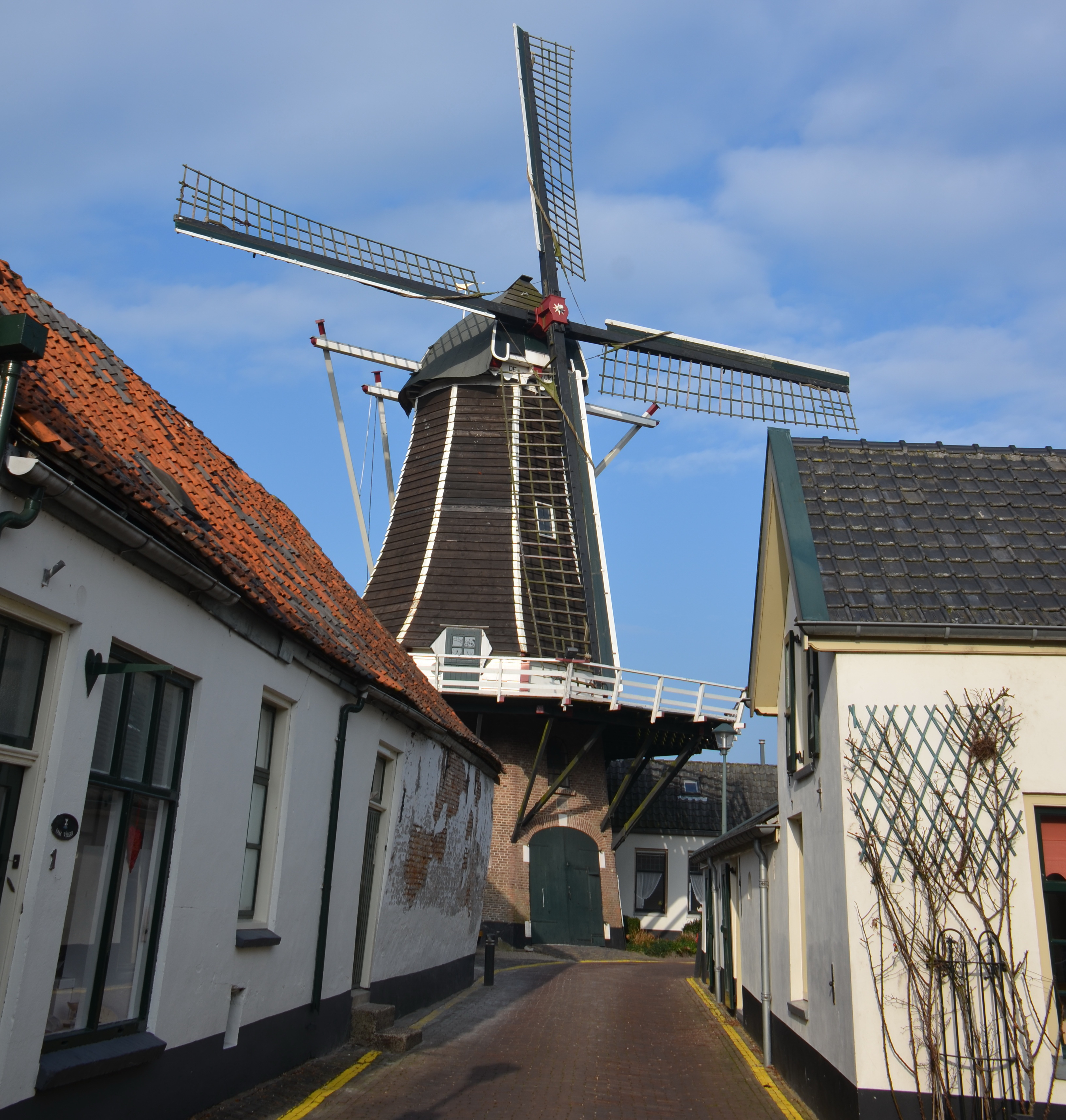
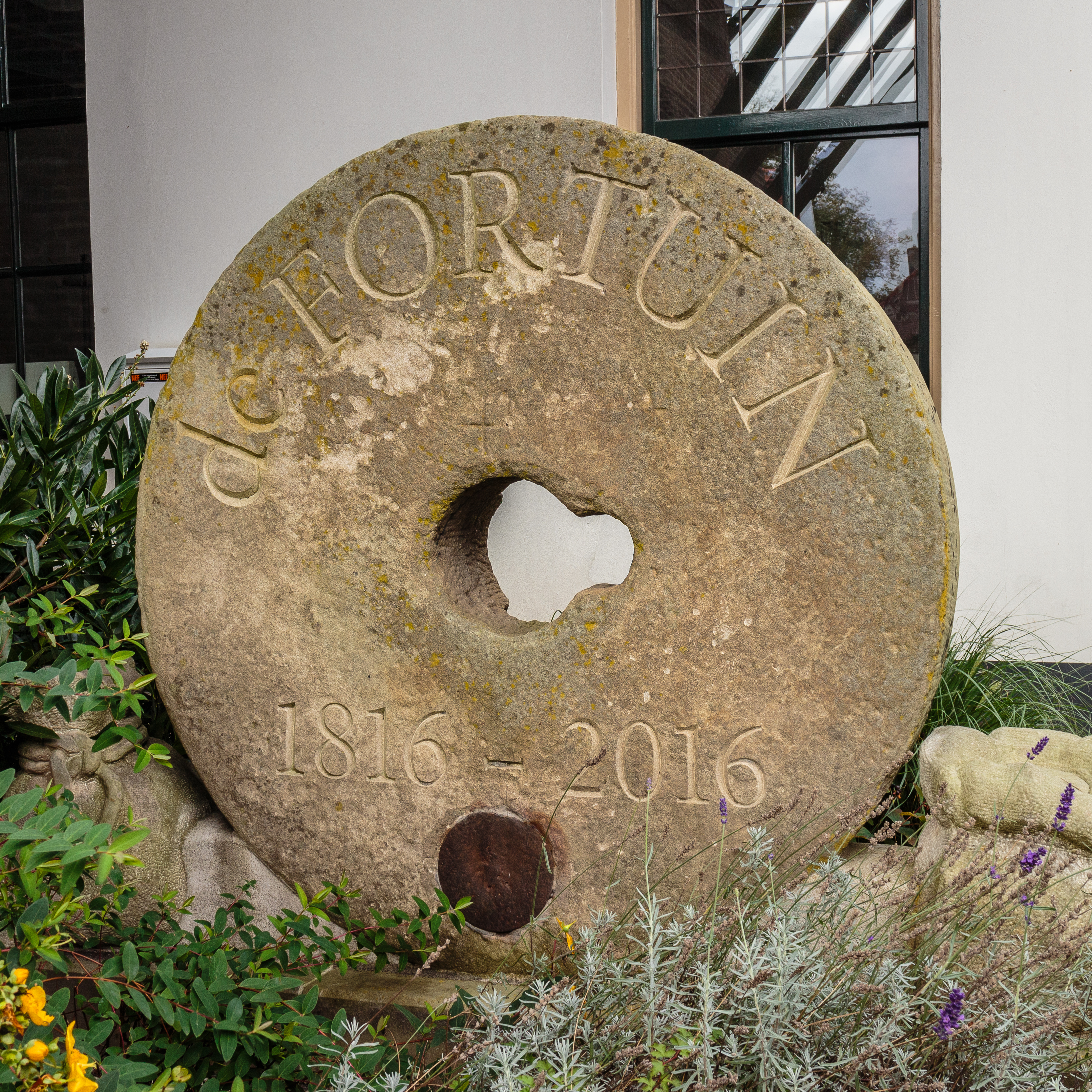
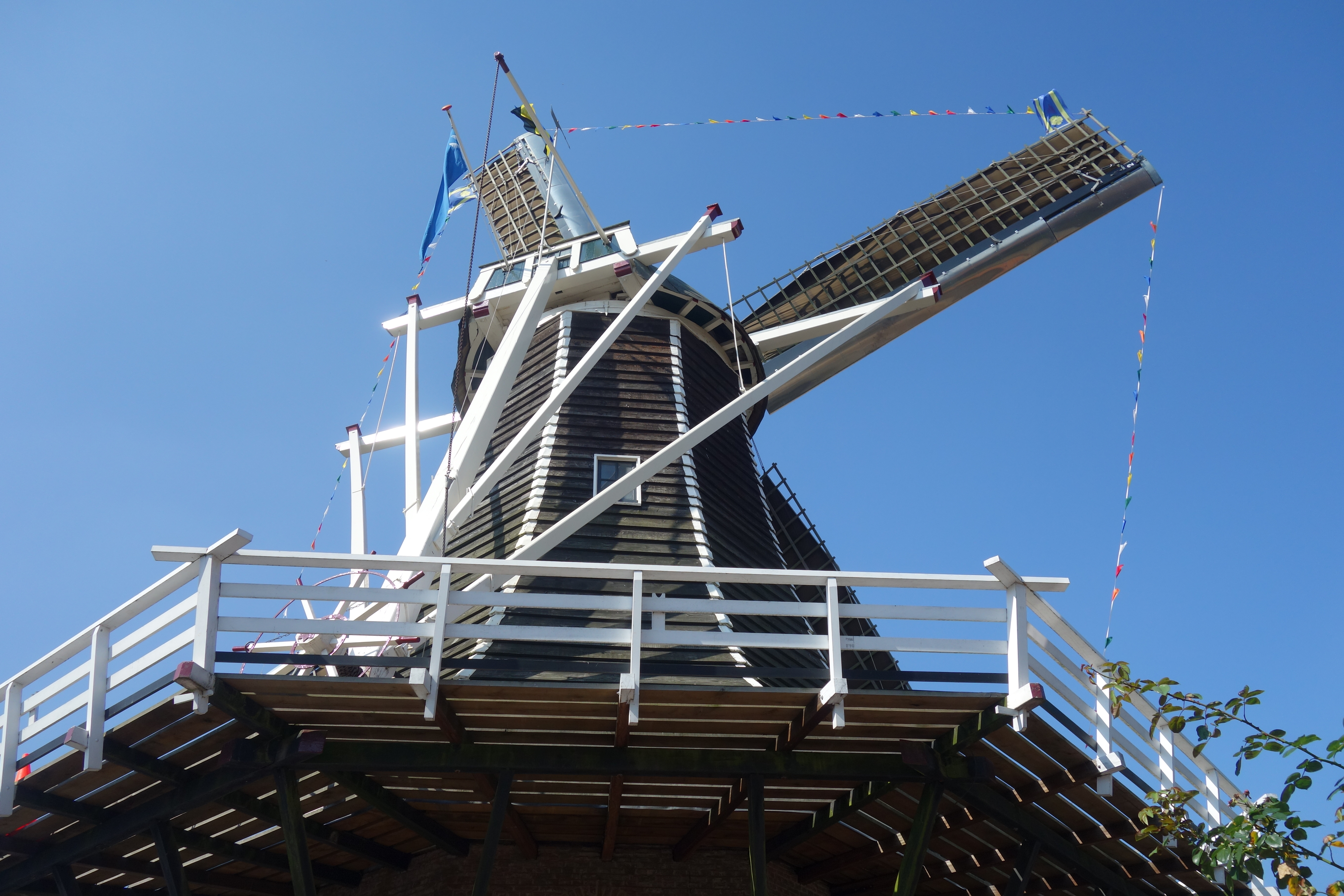
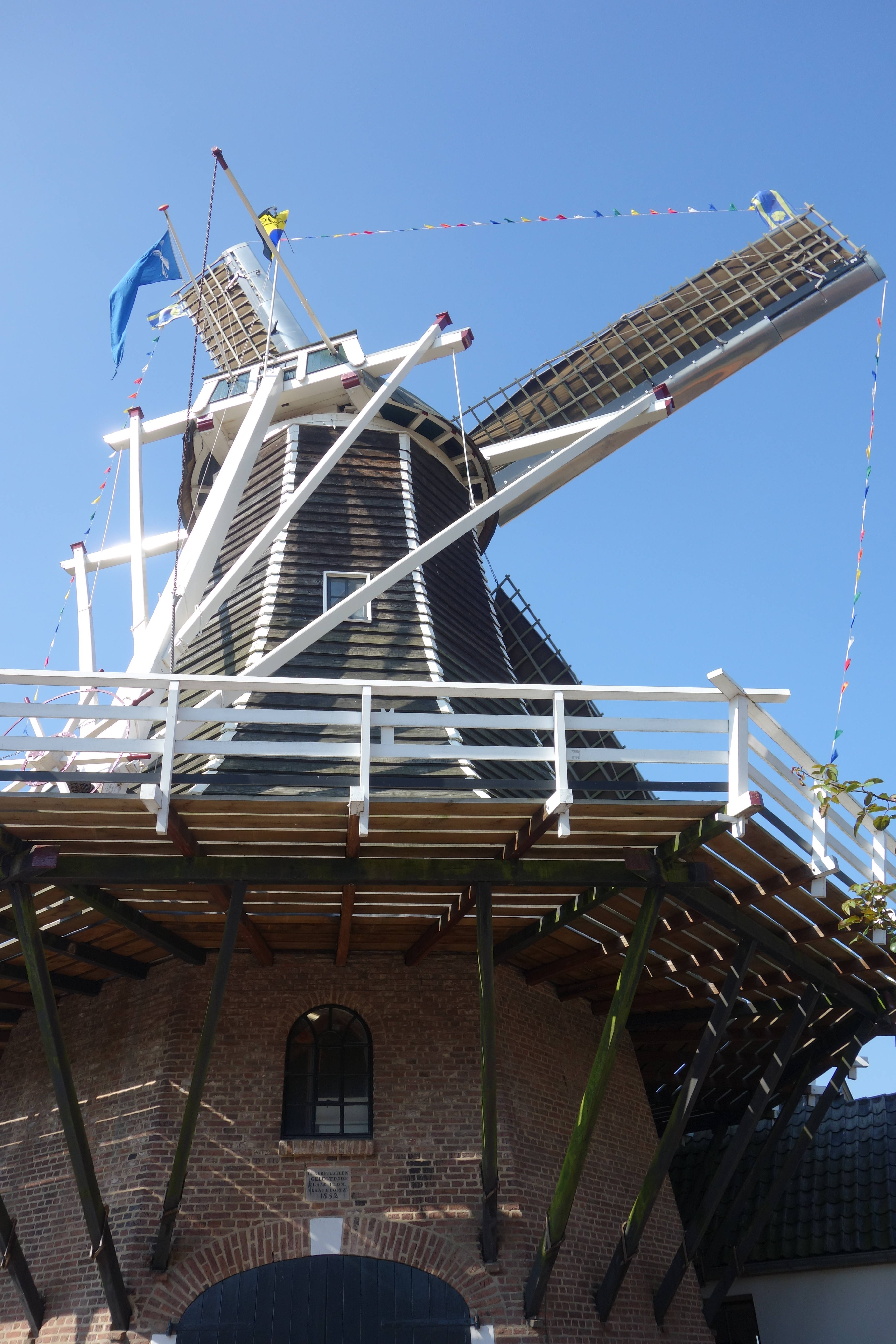